# Interactive System Productivity Facility
Interactive System Productivity Facility (ISPF) is de standaardfunctionaliteit om op mainframe-computers bestanden te lezen, kopiëren en verplaatsen.